# ماهی قباد

## مشخصات ظاهری
بدن کشیده و از طرفین کاملاً فشرده، سر منفوط و درازی آن تقریباً برابر عرض بدن می‌باشد، بخش بالایی اولین کمان آبششی دارای ۱ تا ۲ عدد خار آبششی و بخش پایینی آن دارای ۷ تا ۱۲ عدد خار آبششی می‌باشد. خط جانبی در جلو دارای انشعابات ظریف زیادی بوده و تا وسط دومین باله پشتی تقریباً مستقیم است. سپس به آرامی به طرف پائین خم شده تا وسط ساقه دمی امتداد می‌یابد . باله پشتی اول دارای ۱۵-۱۷ شعاع نرم است. به‌دنبال باله پشتی دوم ۸ تا ۹ عدد بالچه و به دنبال باله مخرجی ۸ تا ۱۰ عدد بالچه وجود دارد. رنگ بدن در پشت آبی و در طرفین نقره‌ای است در طول پهلوها سه ردیف لکه‌های گرد نامنظم وجود دارد که از چشم شروع می‌شود. بخش بالایی باله پشتی تا خار هشتم سیاهرنگ است .از نظر اندازه ، حداکثر طول چنگالی به ۷۶ سانتی متر می‌رسد . در گزارش هایی که وجود دارد قباد ماهی با وزن 45 کیلوگرم نیز دیده شده است اما وزن متوسطی که در بازار عرضه می‌‌گردد بین یک تا 3 کیلوگرم می‌‌باشد. در اندازه‌‌های کوچک، متوسط و بزرگ صید می‌‌گردد و متناسب با سلیقه و تقاضای مصرف کنندگان وجود دارد.

## زیست شناسی
یک ماهی اپی پلاژیک و نریتیک محسوب می‌شود که دامنه مهاجرت آن در مقایسه با ماهی شیر کمتر است. این ماهی از عمق ۱۵ تا ۲۰۰ متری دیده می‌شود و گاهی وارد آبهای گل آلود مصب می‌شوند به صورت گله‌های کوچک حرکت می‌کنند.
تغذیه این ماهی، از ماهیان کوچک ( سادرین و آنچوی )، اسکودید و سخت پوستان صورت می‌گیرد.
نامهای مورد استفاده در جنوب ایران : قباب، شیر
وسایل صید در جنوب ایران: تور گوشگیر، تور گردان پیاله‌ای و قلاب خزنده.